# Arconic
Arconic ist ein Konzern der Metallverarbeitung. Er entstand 2016 durch die Aufspaltung des Aluminiumkonzerns Alcoa in zwei Teilunternehmen. Die Bauxit-, Aluminiumoxid- und Aluminiumproduktion wurde bei der Spaltung unter Alcoa weitergeführt. Die Unternehmensteile des verarbeitenden Gewerbes wurden in das neue Unternehmen überführt. Die Aktien Arconics werden an der NYSE gehandelt.
In das neue Unternehmen wurde das verarbeitende Gewerbe der Alcoa überführt, darunter folgende von Alcoa so genannten Produktbereiche:
- Engineered Products and Solutions (Technische Produkte und Lösungen)
- Global Rolled Products (Globale Walzprodukte; hierzu gehören nicht die Walzwerke im US-amerikanischen Warrick County, Indiana, und in Saudi-Arabien, die bei Alcoa verblieben) und
- Transportation and Construction Solutions (Transport- und Konstruktionslösungen).[2][3] Dieser Bereich befasst sich mit der Produktion von technischen Produkten, wie Turbinenschaufeln aus Aluminium und anderen Leichtmetallen für die Luftfahrt- und Automobilindustrie.[4]

Im Januar 2019 wurde ein Übernahmeangebot der Private-Equity-Gesellschaft Apollo Global Management im Wert von rund 10,7 Milliarden Dollar abgelehnt.
Am 8. Februar 2019 kündigte Arconic an, dass es sich in zwei getrennte Firmen aufspaltet. Arconic Inc. wird umbenannt in Howmet Aerospace Inc. und eine neue Firma, Arconic Corporation, wird davon abgespalten. Arconic Corporation wird sich auf Aluminium-Walzprodukte konzentrieren, und Howmet Aerospace auf Technische Produkte und Lösungen. Die Aufspaltung wurde wirksam zum 1. April 2020.

## Brandfall Grenfell Tower
Beim Brand des Grenfell Towers in London trug die von Arconic gelieferte Fassadenverkleidung aus dem Dreischichtmaterial Reynobond PE (Aluminium/Polyethylen/Aluminium) zur raschen Ausbreitung des Feuers bei. Am 26. Juni 2017 erklärte ein Sprecher von Arconic, dass Reynobond PE „weltweit nicht mehr für die Verwendung bei Hochhäusern verkauft wird“, jedoch weiterhin für niedrigere Bauten. Man arbeite mit den Ermittlungsbehörden zu diesem Brand zusammen.

## Trivia
Das Firmenlogo stilisiert den Buchstaben „A“ als Unmögliche Figur.